# Oluwatoyin Oladeji
Oluwatoyin Oladeji est une boxeuse nigériane née le 16 avril 1988 au Nigeria.

## Carrière
Elle est médaillée de bronze dans la catégorie des moins de 51 kg aux championnats d'Afrique de Yaoundé en 2014.